# Momordica cochinchinensis
Гак (Momordica cochinchinensis) — отруйна рослина роду момордика (Momordica).

## Назва
Слово «гак» походить з в'єтнамської мови і означає сферичний фрукт. У англійські мові використовються назви "red melon, «baby jackfruit», «spiny bitter gourd» чи «cochinchin gourd». У тайській мові фрукт називають «пхак кау».

## Будова
Повзуча ліана, вирущується на парканах та стінах будинків. Рослини поділяються на чоловічі ти жіночі. Плоди мають 13 см в діаметрі.

## Поширення та середовище існування
Овоч поширився з Китаю на територію усієї Південно-східної Азії.

## Практичне використання

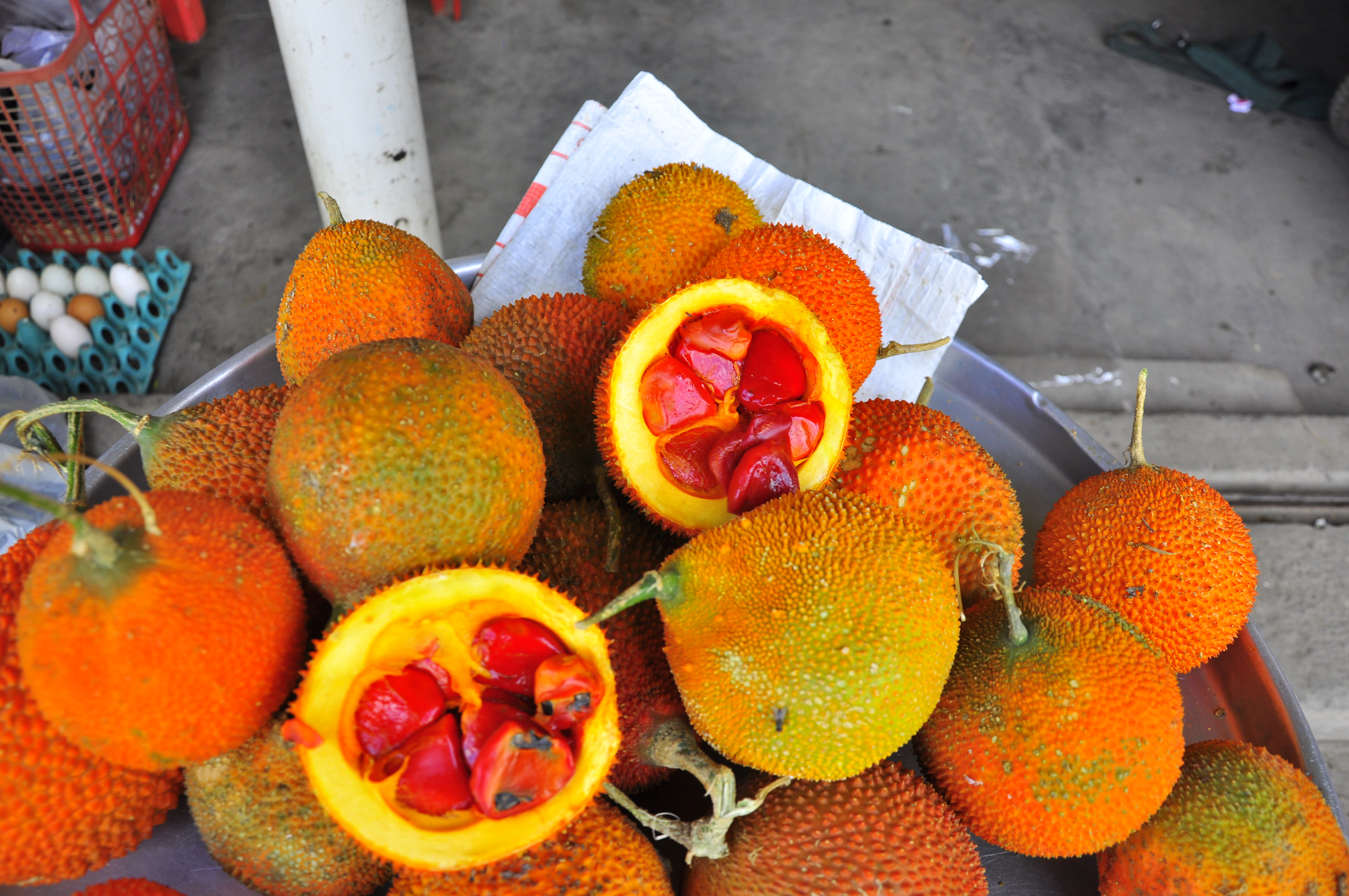
Відкриті плоди гаку

Гак одночасно і їстівний і отруйний. Їстівною є печіночного кольору м'якоть навколо насіння, що на смак нагадує кокос, тоді як жовтий оплодень отруйний і викликає тяжкі харчові отруєння.
У В'єтнамі слугує традиційною стравою на свято Тет і весілля. У Таїланді з нього роблять сік.
Овоч є джерелом бета-каротину та лікопену. Японські вчені повідомляють у виданні «Міжнародний журнал онкології», що рідина з плодів гаку притлумляє ріст ракової пухлини.
Хоча гак має багатий і корисний склад, він вживається переважно у Південно-східній Азії. Мала поширеність фрукту має кілька причин:
- Оскільки гак м'який навіть у незрілому стані його складно транспортувати.
- Гак має обмежений період дозрівання — грудень, січень.
- В їжу можна вживати лише малу частину червоної м'якоті фрукту навколо насіння, тоді як інша частина — отруйна.

Використовується в Азії для надання стравам червоного кольору. Використовується як натуральний барвник у харчовій промисловості. Промислово вробляють олію та порошок гаку.